# Moldaubrücke Žďákov
Die Moldaubrücke Žďákov, tschechisch Žďákovský most, ist eine Straßenbrücke, die im Zuge der Staatsstraße I/19 Pilsen – Tabor den Orlík-Stausee der Moldau zwischen den Orten Orlík nad Vltavou und Kostelec nad Vltavou im Okres Písek in Tschechien überquert.
Sie ist nach dem im Stausee untergegangenen Ort Žďákov (deutsch Zdiakow, 1939–1945 Schdakow) benannt. Bei ihrer Fertigstellung war die Žďákov-Brücke einer der größten stählernen Bogenbrücken der Welt.
Die 542,91 m lange und 13,50 m breite Bogenbrücke hat zwei Fahrstreifen, durch Markierungen abgetrennte Radwege und beidseits einen Gehweg. Sie steht rund 50 m über dem Stausee bzw. 105 m über dem Talgrund. Ihr stählerner Zweigelenkbogen hat eine Stützweite von 330 m. Er ist auf den 24,80 m weit aus den Widerlagern und Pfeilern auskragenden Bogenansätzen gelagert. Die gesamte Stützweite zwischen den Stahlbetonpfeilern beträgt somit 379,60 m. Der Bogen besteht aus zwei geschweißten Vollwandträgern, die durch einen oberen und einen unteren Windverband miteinander verbunden sind. Der Fahrbahnträger ist ein Verbund aus einer Betonplatte und den Stahlträgern. Sie wird durch außergewöhnlich schlanke stählerne Stützen getragen.
Die von Josef Zeman mit architektonischer Unterstützung durch Oskar Oehler entworfene Brücke wurde zwischen 1957 – mit einer Unterbrechung von 1960 bis 1964 – und 1967 erstellt.
Zwischen Juni 2015 und Oktober 2017 wurde die Brücke grundlegend renoviert.
2015 wurde sie auf einer Goldmünze der Tschechischen Nationalbank abgebildet.